# Paulo Pisaneschi
Paulo Pisaneschi (ur. 1 listopada 1930 w São Paulo  – zm. 19 kwietnia 1980 w São Paulo) – piłkarz brazylijski, występujący podczas kariery na pozycji napastnika.

## Kariera klubowa
Piłkarską karierę Paulo Pisaneschi rozpoczął w Corinthians Paulista w 1954 roku. Z Corinthians zdobył mistrzostwo stanu São Paulo – Campeonato Paulista w 1954 oraz Torneio Rio-São Paulo w 1955 roku. W latach 1959–1960 występował w Náutico Recife, z którym zdobył mistrzostwo stanu Pernambuco – Campeonato Pernambucano w 1960 roku. W latach 1960–1962 był zawodnikiem Ponte Preta Campinas. W latach 1962–1965 występował w Nacionalu São Paulo, a w latach 1965–1966 w małym klubie São Carlos, gdzie zakończył karierę.

## Kariera reprezentacyjna
W reprezentacji Brazylii Paulo Pisaneschi zadebiutował 5 grudnia 1959 w wygranym 3-2 meczu z reprezentacją Paragwaju podczas drugiego turnieju Copa América 1959 w Ekwadorze, na którym Brazylia zajęła trzecie miejsce. Był to udany debiut, gdyż Pisaneschi strzelił wszystkie trzy bramki dla Brazylii. Obok tego meczu w turnieju wystąpił w pozostałych trzech meczach z: Urugwajem, Ekwadorem (bramka) i Argentyną. Były to jego jedyne występy w reprezentacji Brazylii.